# Diskuse o českém údělu
Diskuse o českém údělu probíhala v letech 1968 – 1970 na stránkách časopisů Listy, Plamen, Tvář a Host do domu a jejím předmětem byl význam liberalizačního pokusu v době pražského jara a reakce veřejnosti na vojenskou intervenci jako možných dokladů světovosti malého národa. Diskuse se zúčastnili Milan Kundera, Václav Havel, Karel Kosík, Lubomír Nový, Emanuel Mandler, Milan Uhde a Jaroslav Střítecký.

## Průběh diskuse
Debatu zahájil spisovatel Milan Kundera statí Český úděl, otištěnou o Vánocích 1968 v Listech (č. 7–8/ 1968). Kundera vysoce vyzdvihl význam pražského jara a chování národa po 21. srpnu. Kundera v článku rekapituluje, jak v řadě rozhovorů po invazi vojsk Varšavské smlouvy docházel „znovu a znovu k tomu, že není na světě hned tak národ, který by v podobné zkoušce obstál jako my a prokázal takovou pevnost, rozum, jednotu.“ Samotné pražské jaro pak hodnotí jako „pokus vytvořit konečně (a poprvé v jeho světových dějinách) socialismus bez všemoci tajné policie, se svobodou psaného i mluveného slova, s veřejným míněním, jež je slyšeno, a s politikou, jež se o ně opírá, s moderní kulturou svobodně se rozvíjející a s lidmi, kteří ztratili strach.“ podle Kundery tak „Češi a Slováci poprvé od konce středověku stanuli opět ve středu světových dějin a adresovali světu svou výzvu“.
Na Kunderův esej zareagoval v časopise Tvář (č. 2/1968) Václav Havel polemickou statí Český úděl?,  v níž ironizuje Kunderův patos a význam liberalizačního pokusu hodnotí mnohem střízlivěji. Podle Havla v případě Kunderova článku „máme co činit s jakousi novou a velmi líbivou variantou jakési staré a velmi krátkozraké kamufláže“. Kundera, „byť by se stokrát oháněl kriticismem, (...) od kritiky uniká k iluzi.“ Podle Havla, „budeme-li si namlouvat, že země, která chtěla zavést svobodu slova – cosi, co je ve většině civilizovaného světa samozřejmostí – a která chtěla zabránit zvůli tajné policie, stanula kvůli tomu ve středu světových dějin, nestaneme se vážně ničím jiným než samolibými šmoky, směšnými se svým provinciálním mesianismem!“

## Dozvuky a ohlasy
Polemika mezi Kunderou a Havlem odstartovala širší diskusi o smyslu československé reformy a údělu českého národa, která probíhala během roku 1969 a již fakticky ukončilo zastavení posledních kulturních časopisů, které byly ochotny v ní pokračovat. V časopise Host do domu reagoval Milan Kundera článkem Radikalismus a exhibicionismus, v Plameni se připojil Karel Kosík textem Váha slov, v Hostu do domu do debaty dále zasáhli brněnský sociolog Jaroslav Střítecký (Úděl proměny a tvář sebeklamu), filozof Lubomír Nový (Metakritika krize) a Milan Uhde (v Trialogu o radikalismu, spolu s Havlem a Stříteckým). Vstoupil do ní i Havlův kolega z Tváře Emanuel Mandler článkem Naše světové stíny (Tvář, č. 6/1969). K debatě se vraceli v 70. a 80. letech rozmanití autoři publikující v exilu i v samizdatu i v později vydaných vzpomínkách (Milan Jungmann v knize Literárky – můj osud). Pozice vyjádřené Kunderou a Havlem se staly východisky rozdílných hodnocení československého pokusu o společenskou reformu. V roce 2008 se někdejší diskusi pokusil oživit týdeník Literární noviny, který zveřejnil řadu esejů, úvah a vzpomínkových textů věnovaných této debatě a rozvíjejících ji.